# SV Langenrohr
Der Sportverein Langenrohr ist ein Fußballverein aus dem niederösterreichischen Langenrohr im Bezirk Tulln. Der Verein gehört dem Niederösterreichischen Fußballverband (NÖFV) an und spielt seit der Saison 1993/94 in der vierthöchsten Leistungsstufe, der Landesliga Niederösterreich.

## Geschichte

### Gründung

Erstes Vereinswappen

Bereits in den 1930er-Jahren gab es in Langenrohr erste Bestrebungen zur Gründung eines Fußballvereins. Für einzelne Spiele stellte sich eine Mannschaft zusammen, jedoch scheiterte das Vorhaben an der fehlenden Verfügbarkeit eines geeigneten Fußballplatzes. 
Am 15. August 1947 wurde der SV Langenrohr offiziell gegründet. An diesem Tag trafen sich im Gasthaus Krischke mehrere fußballbegeisterte Männer, um die Vereinsgründung zu vollziehen: 
- Josef Berger
- Anton Brenner
- Josef Kainzbauer
- Josef Reither (Sohn des gleichnamigen Landeshauptmann von Niederösterreich)
- Rudolf Reither
- Franz Schön
- Eduard Stadler (späterer Bürgermeister von Langenrohr)
- Josef Stadler
- Johann Strenn
- Franz Vogl

Um Probleme mit der Sportplatzsituation wie in der Vergangenheit zu vermeiden, stellte der Bürgermeister von Langenrohr, Baumühlner, bereits im Vorfeld der Vereinsgründung eine als „Kuhweide“ bezeichnete Fläche im Süden der Gemeinde zur Verfügung. An diesem Tag wurde der Verein SV Langenrohr offiziell gegründet.
Der bereitgestellte Platz musste mit großem Aufwand zu einem bespielbaren Fußballplatz umgestaltet werden, weshalb der reguläre Spielbetrieb erst im Jahr 1948 aufgenommen werden konnte; der Verein wurde dabei in die 2. Klasse Tullnerfeld eingeteilt. In den Folgejahren kam Langenrohr über die Unterklassigkeit nicht hinaus.

### Weiterer Verlauf bis 1992
Der erste Titel des Vereins war der „Spitt-Cup“ im Jahre 1961. Es dauerte 17 Jahre, bis man den ersten Meistertitel und den ersten Aufstieg in eine höhere Liga verbuchen konnte, denn Langenrohr wurde in der Saison 1964/65 Meister in der 2. Klasse Tullnerfeld und stieg in die 1. Klasse Nordwest-Mitte auf. Dort blieb man aber nur vier Jahre, dann stieg der Verein wieder als Meister in die Unterliga auf. Es dauerte wieder nicht lange, nach sieben Jahren stieg man in die neu gegründete Oberliga West auf, dort blieb man aber nur drei Jahre, denn dann folgte der erste Abstieg des Vereins wieder in die Unterliga. Durch den Abstieg motiviert kehrte man in der Saison 1983/84 in die Oberliga West zurück, zeitgleich konnte auch die Reserve und zwei Jugendmannschaften Meister in ihren Ligen werden. Beinahe gelang der Durchmarsch durch die Oberliga West, aber schon im darauffolgenden Jahr spielte Langenrohr in der 2. Landesliga West, was bis dahin der bislang größten Erfolg des Klubs war. Doch im Jahre 1993 toppte man diesen Erfolg.

### Aufstieg in die Landesliga Niederösterreich
Die Saison 1992/93 fing wenig gut an, denn Leistungsträger Martin Hohenecker, Christian Schlosser und der Trainer, den man noch behalten wollte, Johann Haller verließen den Verein. Als Ersatz holte man unter anderem den späteren Aufstiegstrainer Langenrohrs Gerhard Kratky. Als Spieler konnten Wolfgang Leitner, Karl Adamek und der ehemalige Langenrohrer Rudolf Ginsthofer geholt werden. Letzterer kehrte für ein halbes Jahr zurück, bevor er wieder zum SV Stockerau ging. Die Hinrunde beendete die Mannschaft als Erster und war somit Herbstmeister. Im Frühjahr 1993 trafen Langenrohr und der spätere Meister Gottsdorf aufeinander, welches mit 3:2 zugunsten der Gäste ausging. Gegen Ende der Saison konnte man den drittplatzierten FC Sturm 19 St. Pölten mit 2:0 besiegen und so konnte man in die Relegation gegen Hausmening einziehen. Die Spiele endeten 2:2 beziehungsweise 2:1 für Langenrohr und so konnte man erstmals in die Landesliga Niederösterreich aufsteigen. Der Verein spielt seitdem mehr als 20 Jahren ununterbrochen in dieser Liga.

### Nach dem Aufstieg in die Landesliga Niederösterreich

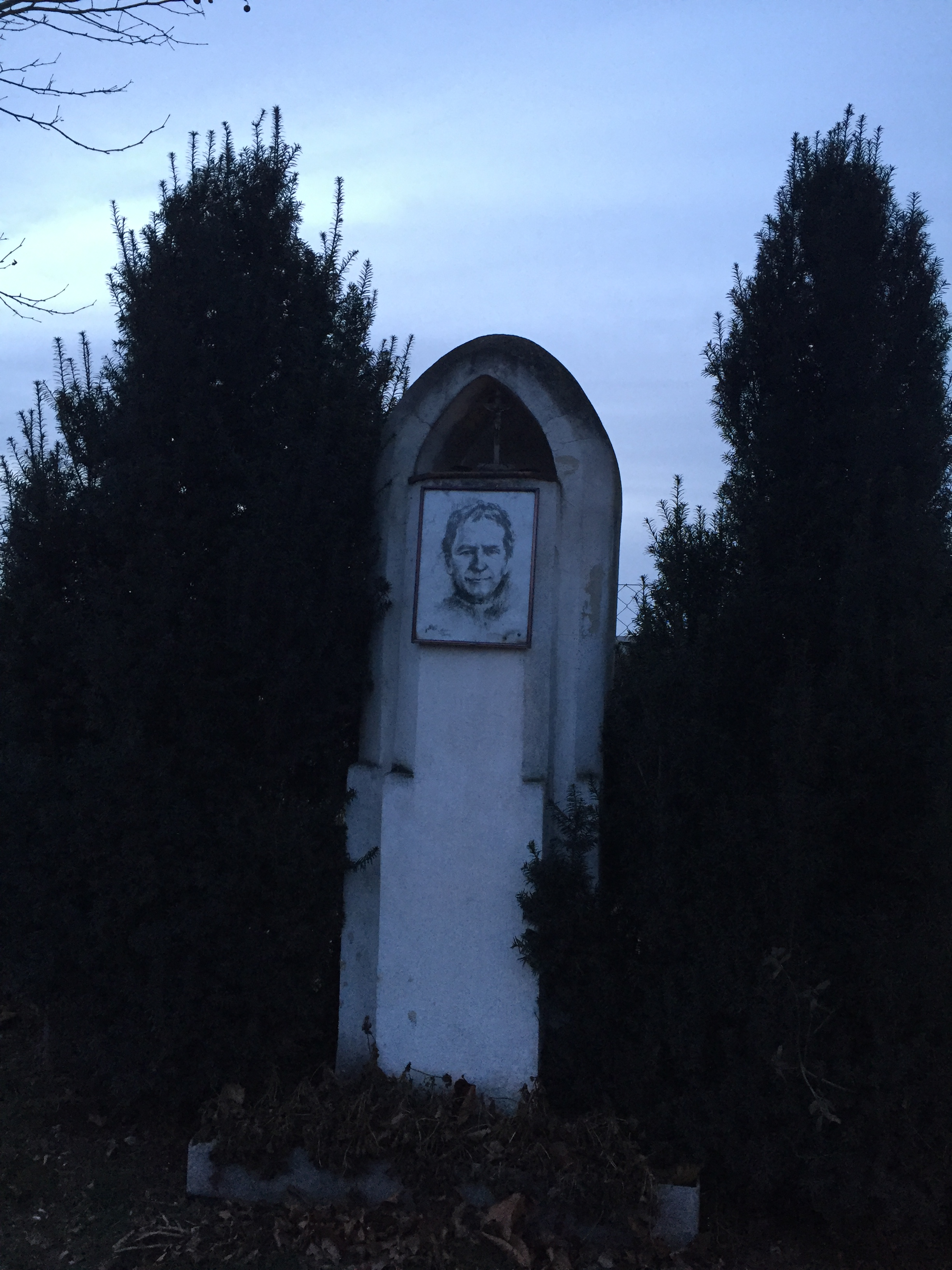
Gedenktafel zu Ehren des verstorbenen Trainers Gerhard Kratky

Die neue Saison begann gut, das erste Derby gegen den „großen“ Nachbarn FC Tulln konnte man mit 4:1 gewinnen. Beim letzten Match gegen den Mitaufsteiger Gottsdorf konnte man ein Unentschieden holen, was am Ende der Hinrunde den zweiten Platz bedeutete. Damit der Zusammenhalt der Mannschaft gestärkt wird, hielt der Verein in der Winterpause der Saison 1993/94 ein Trainingslager in der Türkei ab. Dabei kam es zu einer Tragödie, als Langenrohrs Spielertrainer Gerhard Kratky von einem Blitz getroffen wurde und ums Leben kam. Aus diesem Anlass heraus trat die Wiener Austria am 13. März 1994 gegen Langenrohr in einem Gedenkspiel zu Ehren des Aufstiegstrainers an. Die 1200 Zuseher sahen einen unerwarteten 4:3-Sieg Langenrohrs gegen den amtierenden österreichischen Meister. Die Saison beendete man als Dritter, was einen Platz im ÖFB-Cup garantierte.
Die zweite und dritte Landesliga-Saison gab es bis auf den Sieg gegen den späteren Meister von 1994/95 ASK Kottingbrunn und einem 7:0-Kantersieg gegen Erzrivalen FC Tulln wenig Nennenswertes. Im ÖFB-Cup hingegen konnte man in der ersten Runde den Regionalligisten EPSV Gmünd aus dem Cup werfen. In der zweiten Runde allerdings wurde man mit 7:3 von der Admira Wacker Mödling rausgeworfen.
Die Saison 1996/97 begann bescheiden, da die wichtigsten Spieler, allen voran Martin Niss und Werner Öllerer, dem Verein den Rücken kehrten. Als nach zehn Runden der Verein noch immer nicht in Fahrt gekommen ist, wurde der Trainer Mario Sehrengel gefeuert und August Baumühlner wurde der neue Trainer. Doch auch unter Baumühlner kam man erst gegen Ende der Hinrunde 1996 in Fahrt. Am Start der Rückrunde ereignete sich erneut eine Tragödie, denn der langwierige Langenrohrer Günter Stadler starb bei einem Autounfall. Doch selbst diese schreckliche Nachricht konnte Langenrohr nicht stoppen, denn man konnte einen fulminanten 5:0-Derbysieg gegen den SV Würmla im Tullnerfeld-Derby verbuchen. Doch selbst nach dem Kantersieg war der Verein in Abstiegsnöten. Erst nach der vorletzten Runde konnte man den Abstieg abwenden und schlussendlich noch siebenter werden.
1997/98 und 1998/99 verliefen sportlich gesehen bescheiden, erwähnenswert wäre die 5:0-Niederlage gegen Tulln, wo drei Langenrohrer mit der roten Karte ausgeschlossen wurden, und ein Debakel im ÖFB-Cup gegen SV Mattersburg. Infrastrukturell jedoch war das Jahr 1998 ein voller Erfolg, weil die neue Sportanlage Langenrohr mitsamt der Trainingsplätze fertiggestellt werden konnte. Auch nennenswert wäre im Jahre 1999 das Qualifikationsmatch zur U21-Europameisterschaft zwischen der österreichischen U21-Nationalmannschaft und der niederländischen U21-Nationalmannschaft. Es waren 2.600 Besucher vor Ort, theoretisch mehr als Langenrohr Einwohner hatte.
In der Saison 1999/2000 erreicht Langenrohr in der Landesliga den vierten Platz, der zur Teilnahme am österreichischen Fußballcup berechtigte. Zum Meisterschaftsende konnte der österreichische Vizemeister der Saison 1998/99, Rapid Wien, zu einem Freundschaftsspiel empfangen werden. Die 1300 Zuseher sahen eine starke Leistung des SV Langenrohr, der zur Halbzeit mit 3:0 führte. Nach Wiederanpfiff ging das Match schlussendlich mit 4:3 an Rapid. In der darauffolgenden Saison kehrte Rapid Wien noch einmal auf Langenrohrs Sportanlage zurück, nur diesmal auf Grund des ÖFB-Cups. Hier war das Spiel wesentlich eindeutiger: ein klarer 4:0-Sieg für Rapid bedeuteten ein schnelles Aus für Langenrohr.
Die Saison 2001/02 startete wunschgemäß, da Spieler wie Peter Lackner und Martin Eberhardt geholt werden konnten und in der Vorrunde zum ÖFB-Cup der SV Würmla im Elfmeterschießen besiegt wurde. Die zweite Runde verlief allerdings überraschend, da man daheim den WSG Wattens mit 3:2 schlagen konnte. In der zweiten Runde wartete der LASK Linz, da war man allerdings chancenlos und ging mit 4:1 unter. Gegen Ende der Saison wurde eine neue Flutlichtanlage eröffnet.
2002/03 verpasste man als Zweiter hinter den Amateuren von Admira Wacker Mödling knapp den Aufstieg in die Regionalliga. Im ÖFB-Cup war man ähnlich erfolgreich, aber in der dritten Runde, zuvor besiegte man den SC Theresienfeld souverän sowie im Elfmeterschießen den Gersthofer SV, war erneut Schluss, diesmal gegen SV Mattersburg, wo es daheim ein 9:1-Debakel setzte. Erwähnenswert bleibt auch ein 10:1-Kantersieg gegen den Rivalen aus Würmla und dass man die komplette Saison, welche bis heute die Erfolgreichste des Vereins ist, nur mit einheimischen Spielern bestritten hat.

### 10 Jahre Landesliga Niederösterreich

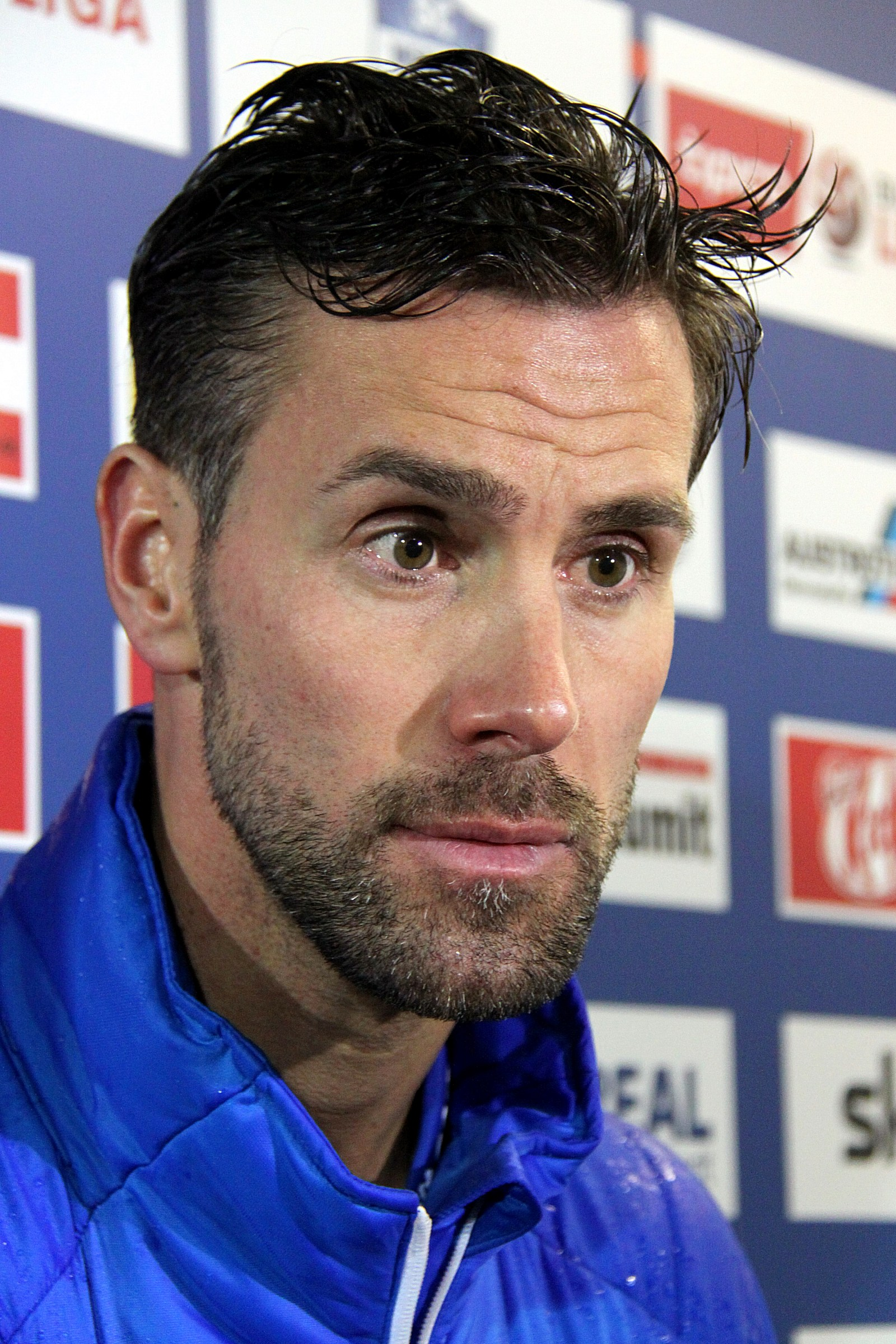
Stefan Maierhofer, bei Langenrohr Vereinsspieler von 2003 bis zu seinem Wechsel zu Bayern München 2005

Die Saison 2003/04, nun schon zehn Jahre in der Landesliga, zählte nicht unbedingt zu den Besten von Langenrohr. Im ÖFB-Cup gewann man zwar überraschend mit 3:2 gegen den SC Eisenstadt, man wurde aber in der nächsten Runde von SC Schwanenstadt mit 5:0 abgeschossen. Außerdem wurde der Erzrivale Meister. Bezeichnet zur Saison verließ auch August Baumühlner nach elf Jahren den Verein.
Für die nächste Spielzeit wurde als Ziel eine Top-3-Platzierung festgelegt, und diese begann dann auch ausgezeichnet für den Sportverein. Beim ersten Match gegen SC Retz stieg man gut in die Partie ein und konnte nach fünf Minuten durch Peter Lackner in Führung gehen, doch konnte Retz schnell ausgleichen und lag ab der 60. Minute schon 1:4 zurück. Doch durch Tore von Stefan Maierhofer, Rudolf Ginsthofer und einem Doppelpack von Peter Riegler konnte man innerhalb von 20 Minuten die ganze Partie drehen und noch 5:4 gewinnen. Mit dem erfolgreichen Saisonauftakt konnte man mit dem vierten Spieltag mit einem Sieg über Ardagger, wo sich unter anderem Peter Lackner, Stefan Maierhofer und Andreas Dospel in die Torschützenliste eintrugen, die Tabellenspitze erklimmen. Doch die Freude wehrte nur kurz, denn die folgenden Spiele endeten alle nicht berauschend und so fand man am 12. Spieltag auf der neunten Position wieder. Doch ausgerechnet gegen den Rivalen Tulln wurde der Negativtrend dank eines Maierhofer-Tors beendet. Die Rückrunde verlief unspektakulär und man konnte trotz des zwischenzeitlichen Saisontiefs das angestrebte Ziel erreichen. Im ÖFB-Cup schied man jedoch in der Vorrunde gegen SV Haitzendorf, wo der Ex-Langenrohrer August Baumühlner mittlerweile Trainer sowie Spieler war, aus.
Die Saison 2005/06 war eine schwierige Spielzeit, da die langjährigen Stützen rund um Martin Eberhardt, Werner Ginsthofer, Helmut Hauser und Stefan Maierhofer, welcher den Sprung ins Ausland zum FC Bayern München geschafft hat, den Verein verließen und so ein großes Loch in der Mannschaft hinterließen. Noch dazu lag man auf den Abstiegsplätzen, als man daheim gegen Tulln eine 4:0-Schlappe erlitt. Doch angestachelt von der Schmach konnte man die nächsten fünf Matches gewinnen und so sich auf Platz drei hocharbeiten. Der weitere Verlauf der Meisterschaft war unspektakulär, einzig erwähnenswert wäre der späte Sieg durch Roman Koch gegen Erzrivalen Tulln. Ein Platz im ÖFB-Cup wurde knapp verpasst. Die ÖFB-Cup-Auslosung begann unglücklich für Langenrohr, da man mit dem neunten der Regionalliga West SPG Axams/Götzens auswärts in Tirol antreten musste. Nach dreitägiger unfreiwilliger Reise nach Innsbruck konnte man souverän mit 2:1 nach Hause ins Tullnerfeld zurückkehren. Doch die zweite Runde hatte es in sich, denn es wurde dem Sportverein der Bundesligist SK Sturm Graz zugelost. Das Match fand am 18. Oktober 2005 auf der Sportanlage von Langenrohr vor 1200 Zusehern statt. Das Spiel war geprägt von den schnellen Toren auf beiden Seiten, denn es stand nach 25 Minuten schon 2:2. Bis zur Halbzeit blieb es auch dabei, doch in der 57. Minute konnte der ehemalige Bundesligist Roman Koch die erneute Führung für den Außenseiter erzielen. In der 75. Minute glich Herbert Rauter erneut für Graz aus, ehe kurz nach Wiederanstoß Rainer Ginsthofer die vierte Führung für Langenrohr erzielte. Die Grazer nun in arger Bedrängnis nutzten jede Chance, um auszugleichen. Und dies schafften sie auch durch Diego Rottensteiner. Mit einem Stand von 4:4 ging es in die Nachspielzeit, wo die Grazer glücklich das erste Mal durch Bojan Filipović in Führung gingen. Dies war zugleich die letzte Aktion im Spiel und es endete mit einer unglücklichen 4:5-Niederlage aus Sicht der Langenrohrer.
Die Saison 2006/07 war durch viele Langzeitausfälle eine schwierige Saison, unter anderem erlitt Roman Koch während dieser Spielzeit eine Lungenembolie. Am Ende konnte man sich auf den sicheren achten Platz retten.
Mit der Saison 2007/08 konnte man das ehemalige Veilchen Anton Resch als „Edelreservisten“ verpflichten. Neben dem Karriereende von Martin Brozka verließen auch Roman Koch, Andreas Dospel sowie Michael Czarda den Verein. Als Zugänge verpflichtete man Markus Buchinger, Gernot Holcmann sowie Josef Baumühlner. Das Ziel des Trainers war das Mitspielen um den Meistertitel, doch früh zeigte sich, dass dies mittelfristig nicht erreichbar ist. Nach einer mäßigen Hinrunde verließ der Trainer Peter Lackner den Verein, es übernahmen interimistisch Martin Brozka sowie der bisherige Co-Trainer Josef Dillinger die Betreuung. Mit Trainingsstart am 7. Jänner 2008 wurde Josef Schuster als Trainer angestellt. Die Rückrunde verlief besser und qualifizierte sich mit Platz sechs für den ÖFB-Cup.
Die folgende Spielzeit 2008/09 war eine schwierige, denn nach fünf Runden lag man abgeschlagen mit null Punkten zusammen mit dem Kremser SC, wo der ehemalige Langenrohrer August Baumühlner mittlerweile den ehemaligen Cheftrainer Michael Biebl beurlaubte, auf dem letzten Platz. Durch den vorzeitigen Cup-Aus wurde Josef Schuster entlassen und Hannes Neumayer als Trainer bestellt. Nun folgte eine furiose Aufholjagd, wo man unter anderem den späteren Meister Gaflenz auswärts mit einem Doppelpack von Alexander Teufer besiegte. Ein weiteres Highlight war die Errichtung der “Achtelbar” am Sportplatz in Langenrohr.
ZU Beginn der Saison 2009/10 konnte man den amtierenden Meister von Katar al-Gharafa SC zu einem Vorbereitungsspiel in Langenrohr überreden. Der bisherige Trainer Hannes Neumayer verließ auf eigenen Wunsch den Verein, als Ersatz wurde Manfred Wachter geholt. Die Saison beging ähnlich schlecht wie im Vorjahr, doch konnte man sich schnell wieder erholen und eine erneute Aufholjagd starten. Während der Saison verließ Manfred Wachter aus persönlichen Gründen den Verein, und so mussten der Co-Trainer Christian Kreitzer und der Tormanntrainer Anton Resch die verbliebenen drei Spiele leiten. Am Anfang von allen Experten als Fixabsteiger eingestuft, konnte man die Saison noch als fünfter beenden. Zudem wurde am 30. April 2010 das 500. Landesliga-Match bestritten. Gegner war der FC Mistelbach, die keine Gnade kannten und Langenrohr daheim mit 3:0 abfertigten.

### Die Ära August Baumühlner

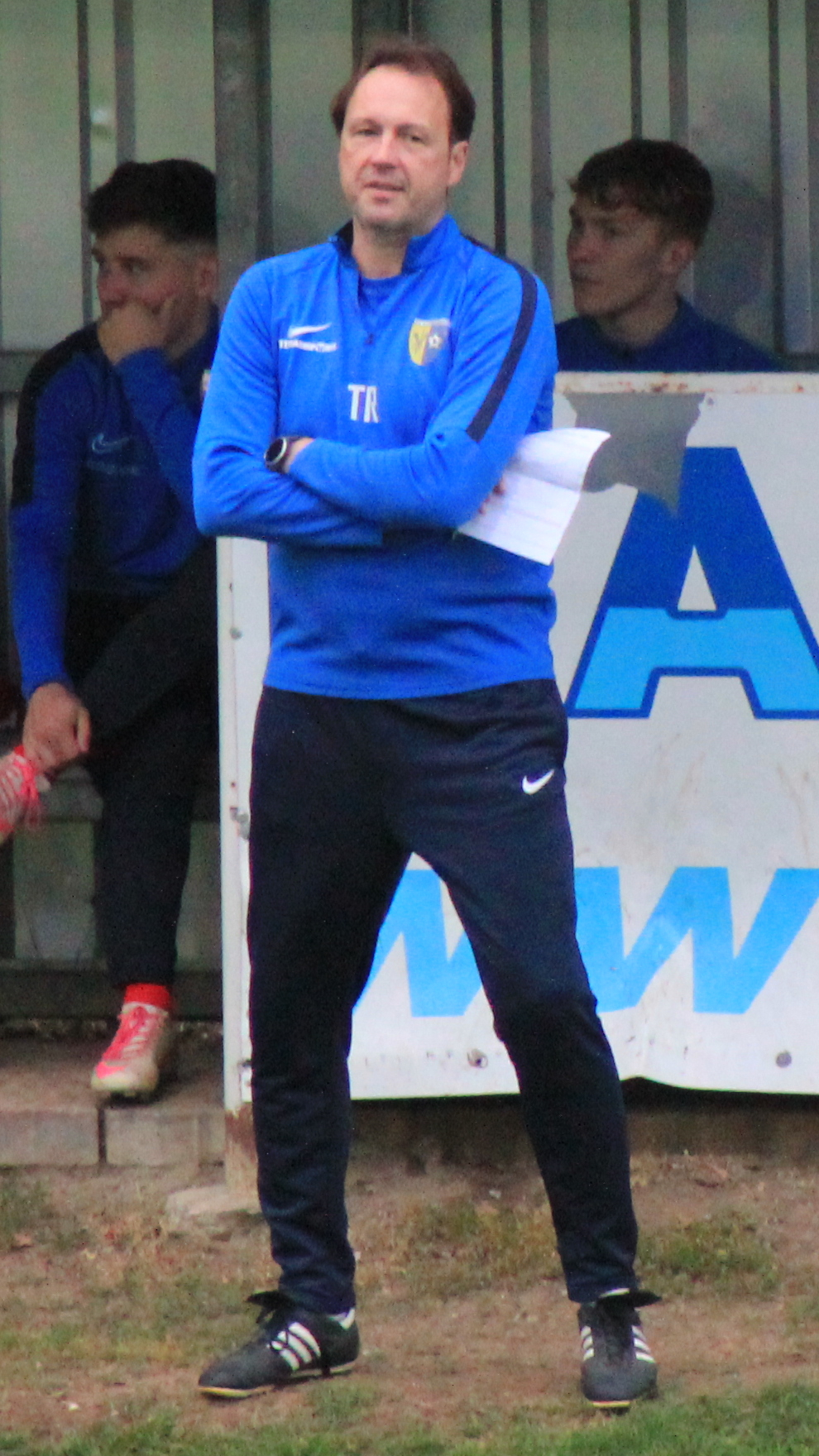
August Baumühlner, seit 2010 Trainer von Langenrohr

Der Beginn mit einer jungen Mannschaft
Mit der Saison 2010/11 kehrte ein altbekannter Langenrohrer nach neun Jahren wieder auf die Trainerbank zurück: August Baumühlner. Das Ziel des Vorstands war, eine junge Mannschaft zu bilden, mit der man mit dem Abstieg nichts zu tun hat. Als Zugänge konnte man mit Stefan Kummerer (der Bruder von Roman Kummerer), Fabian Samec sowie Alexander Gruber relativ junge Spieler verpflichten, die sich später zur Stammkraft avancieren sollten. Eine relativ ausgeglichene Saison wurde mit dem neunten Platz beendet.
Die nächste Saison war ähnlich geprägt wie die vorherige, nur, dass man sich um einen Platz verbessern konnte. Erwähnenswert wäre die Verpflichtung des ehemaligen serbischen U15-Nationalspielers Duško Petković.
Die Spielzeit 2012/13 war gezeichnet durch den häufigen Einsatz von Jugendspielern, so wurden beim Auswärtsmatch im oberösterreichischen Gaflenz gleich sechs Spieler aus der U17-Mannschaft Langenrohrs in den Spieltagskader berufen. Das Match endete in einem 4:0, wobei sich der 17-jährige und spätere Stammspieler Andreas Zottl mit einem Hattrick auf sich aufmerksam machte. Weiters erwähnenswert bei dieser Partie war der Altersdurchschnitt von Langenrohr (ø21) – in Relation zu Gaflenz (ø25) – und dass Langenrohr in diesem Match nur einheimische Spieler einsetzte.
Die Meisterschaften 2013/14, nun schon 20 Jahre in der Landesliga, sowie 2014/15 waren unspektakulär und man endete jeweils an den Saisonenden im oberen Mittelfeld. In der Transferzeit der Saison 2013/14 verließen die Stammkräfte Patrick Novak, Fabian Samec, Alexander Gruber sowie Alexander Teufer den Verein. Als Zugänge konnte man den Slowaken Viktor Kornaj verpflichten. Während der Transferzeit der Saison 2014/15 ging Viktor Kornaj wieder, als Ersatz holte man Bernhard Briese, Christoph Wieser sowie den ehemaligen Jugendnationalspieler Phillip Wihro.
Erster Tiefpunkt nach einer erfolgreicher Saison
Die Spielzeit 2015/16 war eine schwierige Saison, dennoch konnte man Robert Gruberbauer, Günther Arnberger, Marco Friedrich sowie Konstantin Breuer verpflichten. Einzig erwähnenswert in dieser Saison bleibt der bislang höchste inoffiziellen Sieg Langenrohrs über den ATSV Ober-Grafendorf, welche man mit 14:1 demütigte. Angemerkt sollte werden, dass bei Ober-Grafendorf zu dem Zeitpunkt kaum ein Spieler der eigentlichen Kampfmannschaft spielte und der Verein wenig später in Konkurs ging. Robert Gruberbauer schoss mit fünf Toren die meisten Tore in dieser Partie. Wenig später, nachdem sich Ober-Grafendorf von der Meisterschaft zurückzog, wurde der Fairness halber alle Spiele Ober-Grafendorfs annulliert.
In die Spielzeit 2016/17 startete man gut, man konnte Günther Arnberger halten sowie Michael Schütz, Ehinabo Omoighe, Djuro Mihaljica, Vait Ismaili und aus Deutschland den Slowaken Andrej Nemec vom FC 08 Tiengen verpflichten. Als Abgänge musste man Konstantin Breuer hinnehmen. Nach zwei Siegen hintereinander fand man sich auf dem vierten Platz wieder, doch dann begann eine Talfahrt, wo man sich mit dem Ende der Hinrunde auf dem 13. Platz wiederfand. Lange Zeit war man abstiegsgefährdet, jedoch konnte man diesen mit einem 2:0-Sieg am vorletzten Spieltag daheim gegen den ASK Kottingbrunn vorerst abwenden. Da jedoch Gaflenz gegen Rohrendorf spät auf 3:2 stellen konnte, war die Chance, abzusteigen, dennoch gegeben. Im letzten Match der Saison traf man auf den SV Haitzendorf, der Ex-Klub des Trainers August Baumühlner. Mit einer Niederlage und gleichzeitig Siegen von Waidhofen/Thaya, Gaflenz und St. Peter/Au müsste man als Vorletzter absteigen. In Haitzendorf fand man gut in die Partie und ging zur Halbzeit durch Tore von Andreas Zottl und Robert Gruberbauer als Führender vom Feld. Doch Haitzendorf konnte den Vorsprung der Langenrohrer nach nur zehn Minuten egalisieren. Der weitere Matchverlauf war geprägt von der harten Spielweise auf beiden Seiten. Doch selbst eine Niederlage würde zum Klassenerhalt reichen, da in den Parallelspielen der UFC St. Peter/Au mit 2:0 gegen SC Retz zurücklag. Es änderte sich nichts mehr an den Ergebnissen, außer, dass Retz noch auf 3:0 erhöhte, was den endgültigen Klassenerhalt bedeutete.

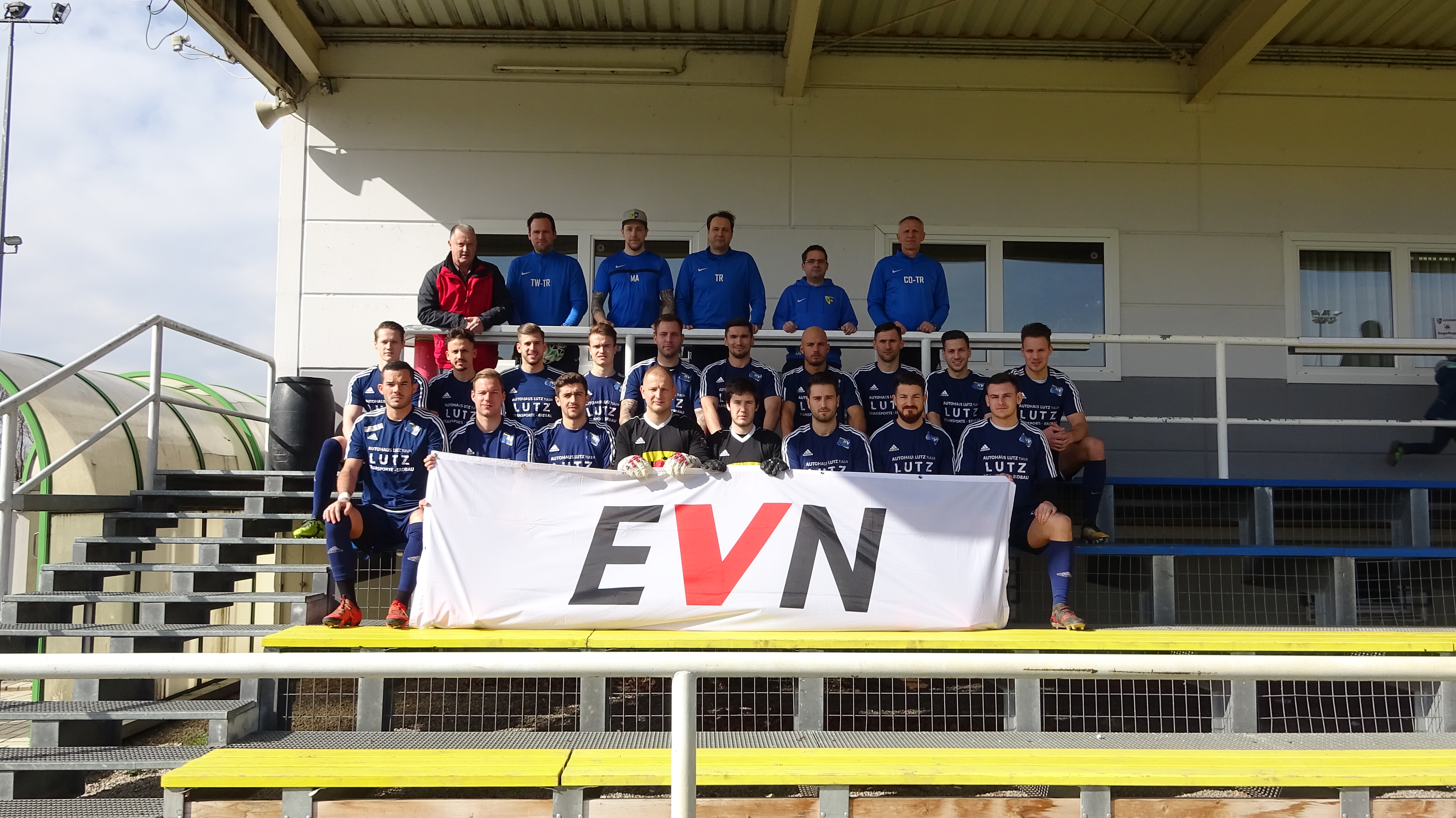
Mannschaftsbild des SV Langenrohrs zum Start in die Rückrunde 2018

Die Spielzeit 2017/18 begann mit einem Kaderumbruch, so wechselten sechs Spieler den Verein und sieben Neue ersetzten die fehlenden Positionen. Neben Robert Gruberbauer, Ehinabo Omoighe und Michael Schütz verließ auch nach 13 Jahren und mit über rund 300 absolvierten Spielen für den Sportverein Andreas Koberger den Verein. Als Ersatz verpflichtete man unter anderem vom Ligakonkurrenten ASK Kottingbrunn Neven Juric und Robert Caljkusic. Trotz der Niederlage im ersten Spiel konnte Langenrohr zufrieden sein, man stieß zwischenzeitlich bis auf den zweiten Rang vor. Vor dem Ende der Hinrunde pendelte man sich auf den siebten Platz ein, während der Winterpause stießen noch Slaven Lalic, ebenfalls von Kottingbrunn, und Christoph Weber zum Verein. Im ersten Spiel der Rückrunde kassierte man ein unglückliches Unentschieden gegen Spratzern. Nach 15 Minuten konnte Christoph Wieser Langenrohr in Führung bringen, bis in Minute 50 Frank Egharevba ausgleichen konnte. Als dann in der dritten Minute der Nachspielzeit auf einen Elfmeter zugunsten von Langenrohr entschieden wurde, parierte Christoph Graf den Schuss von Günther Arnberger. In den folgenden Spielen verlor man die Konstanz aus der Hinrunde und rutschte auf Platz elf ab. Allerdings konnte zu Saisonende mit einem 3:2-Sieg gegen den SV Haitzendorf, welcher daraufhin absteigen musste, der achte Platz erreicht werden.

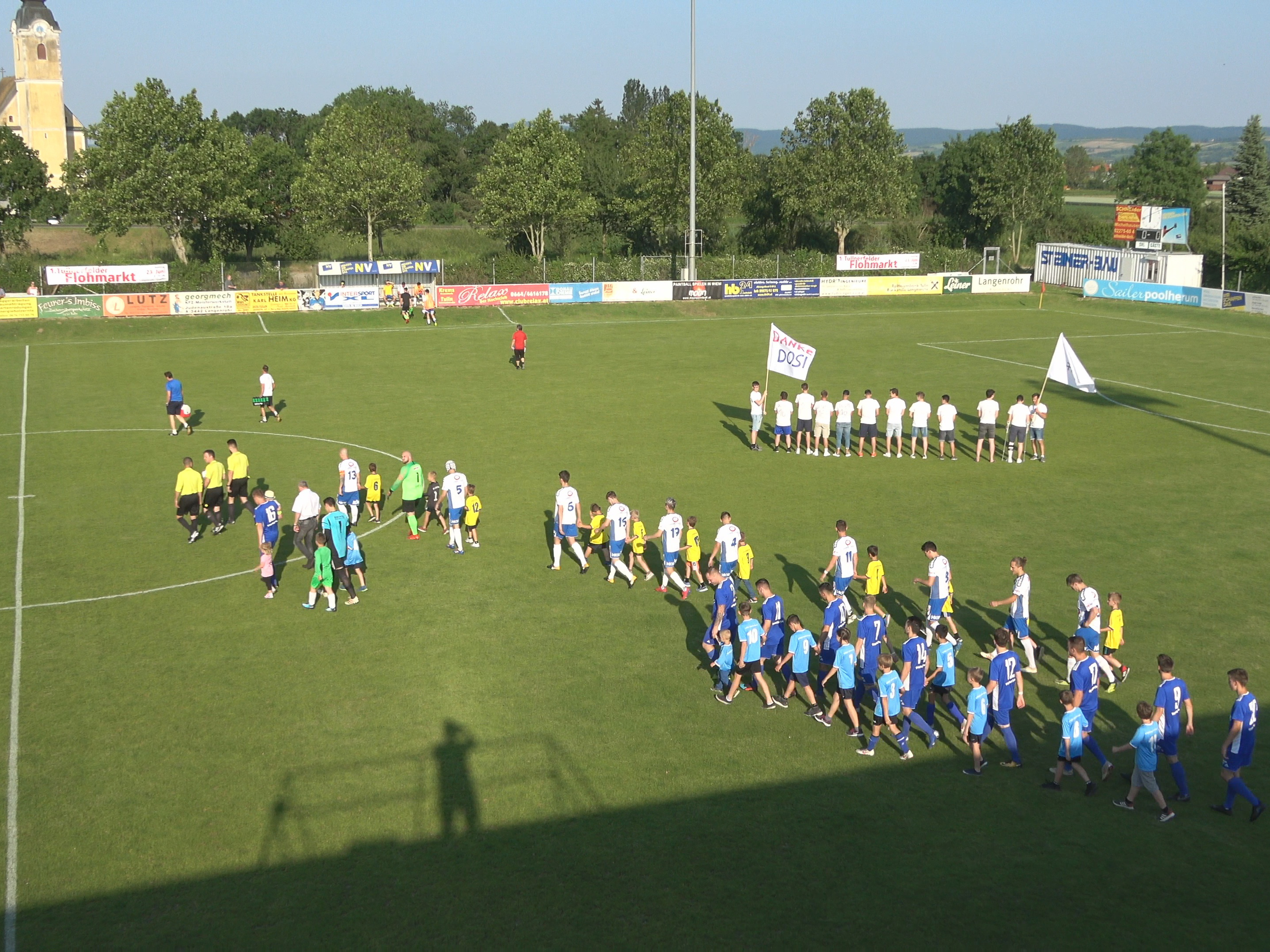
Verabschiedung von Andreas Dospel beim letzten Heimspiel

Zur neuen Saison 2018/19 musste man die Abgänge der Leistungsträger Günther Arnberger und Christoph Wieser, welcher in der abgelaufenen Spielzeit mit 13 Toren die meisten Treffer für Langenrohr erzielte, hinnehmen. Weiters verließen die Stammspieler Denis Husejnovic, Neven Juric und Thomas Teissl den Verein. Als Ersatz konnte man den Stammtorhüter vom SV Leobendorf, dem Meister der Landesliga Niederösterreich 2017/18, Karl-Heinz Gschwindl, verpflichten. Als Ersatz für Wieser wurde der Bosnier Ratko Buljic, welcher allerdings zu Saisonbeginn eine Drei-Spiele-Sperre absitzen musste, verpflichtet. Weiters zum Verein stießen unter anderem Dimitri Chryssajis, Adrien Dauce und Alexander Graf, welche allesamt während der Saison zu den Stammspielern zählten. Die Sommertestphase konnte man erfolgreich beenden, unter anderem trat man gegen den Zweitligisten Young Violets Austria Wien an und verlor unglücklich mit 2:1. Das erste Meisterschaftsspiel gegen den SCU Ardagger wurde durch ein spätes Tor von Andreas Zottl mit 1:0 gewonnen, das folgende erste Heimmatch gegen ASV Spratzern gar mit 5:0 gewonnen. Slaven Lalic konnte in dem Spiel einen Hattrick erzielen und war auch bei der Entstehung der anderen beiden Tore direkt beteiligt. Mit dem vierten Spiel daheim gegen UFC St. Peter/Au konnte Buljic sein Debüt nach abgesessener Sperre geben und drehte im Alleingang mit zwei Toren in der Nachspielzeit das Spiel zugunsten Langenrohrs auf einen 2:1-Sieg. Buljic konnte an seine Leistungen in den folgenden Matches jeweils immer anknüpfen und avancierte sich zwischenzeitlich zum Führenden in der Torschützenliste, bis er in der Wintertranspherphase trotz Zweijahresvertrages in die Regionalliga Ost zum FC Marchfeld Donauauen wechselte. Neben Buljic verließ auch Chryssajis den Verein, da er die Erwartungen nicht erfüllte und sich Dauce auf seiner Position, dem Offensiven Mittelfeld, behaupten konnte. Als Ersatz holte man Lukas Marschall vom Kremser SC nach dreieinhalb Jahren zurück. In die Rückrunde startete man schlecht, man verlor gegen den Abstiegskandidaten Spratzern mit 2:1 und verlor sechs Spiele in Folge, teilweise noch dazu mit hohen Niederlagen. Doch am 11. Mai konnte man gegen den Tabellenzweiten SC Retz wieder voll anschreiben und mit einem 2:0-Sieg sich wieder von den Abstiegsplätzen entfernen, das folgende Match gegen die offensivstarke Mannschaft aus Scheiblingkirchen konnte man ebenfalls mit 3:1 überlegen gewinnen. Durch den Sieg gegen den Absteiger FC Rohrendorf konnte man endgültig den Klassenerhalt erzielen. Beim letzten Meisterschaftsspiel gegen den SV Gaflenz am 7. Juni bestritt der langjährige Kapitän Andreas Dospel mit knapp 39 Jahren sein letztes Fußballspiel für Langenrohr. Dospel, dessen Bruder Ernst unter anderem in der Nationalmannschaft spielte, bestritt in knapp 16 Jahren 396 Spiele für Langenrohr, wo er als Mittelfeldspieler 84 Tore erzielte. Langenrohr beendete die Meisterschaft schlussendlich auf dem zehnten Platz.
COVID-19-Pandemie verhindert durchgängigen Meisterschaftsbetrieb
Im Sommer 2019 verpflichtete Langenrohr sechs neue Spieler, darunter Bernhard Kotynski, Lukáš Jacko, Fabio Rumpler und Christian Szalay, die sich alle als Stammspieler etablierten. Im Winter stieß noch der ehemalige tschechische Nationalspieler Marek Střeštík aus der zweiten tschechischen Fußballliga vom SK Prostějov ins Tullnerfeld, als Abgänge verzeichnete man fünf Spieler, darunter der bisherige Startelf-Spieler Slaven Lalic, der sich dem SC Korneuburg anschloss. Der Start in die neue Saison begann verlegen, das erste Match gegen den Titelkandidat SKN St. Pölten II endete mit einem 2:2-Unentschieden. Zwei Siege sowie sechs Niederlagen folgten sechs weitere Unentschieden in der Hinrunde, besonders die Niederlagen gegen die jeweils Letztplatzierten Spratzern und Ortmann stachen im Meisterschaftsverlauf negativ heraus. Durch die Verpflichtung des ehemaligen Profifußballers Střeštík war Langenrohr gewappnet für den Abstiegskampf, doch nach einem Spiel wurde die Saison wegen der COVID-19-Pandemie zunächst unterbrochen und schlussendlich wie alle Fußball-Amateurligen Österreichs am 15. April 2020 abgesagt. Langenrohr lag zu dem Zeitpunkt des Saisonabbruchs auf Platz zwölf und damit gefährlich nahe an den Abstiegsplätzen. Durch die unsichere Lage bezüglich neuerlichen Grenzschließungen trennte sich der Verein ungewollt wieder von Střeštík. Es folgte der Abgang weiterer Leistungsträger, so verließen Karl-Heinz Gschwindl, Christian Szalay sowie nach zehn Jahren der Kapitän Stefan Kummerer den Verein. Als Ersatz verpflichtete der Verein vier Spieler von direkten Ligakonkurrenten, so wechselten Markus Geppl (Kremser SC), Philipp Koglbauer (USV Scheiblingkirchen), Sebastian Schauffler (ASV Spratzern) und Paul Weissensteiner (SC Retz) zu Langenrohr. Die nächste Saison wurde nach nur zehn gespielten Spielen im April 2021 erneut wegen COVID-19 abgesagt, bereits die letzten drei Matches mussten aufgrund regionaler Bestimmungen unter Ausschluss der Öffentlichkeit stattfinden. In der Sommerpause wurden fünf Spieler verabschiedet, darunter Robert Caljkusic, Philipp Koglbauer, Paul Weissensteiner und der langjährige Langenrohr-Spieler Tobias Markhart, neu zum Verein stießen Emir Dilic, Christian Hayden, Philipp Jung, Valentin Lamprecht und Gino Linhart. Die Saison verlief erfolgreich für die Tullnerfelder, allerdings hinderten viele Unentschieden einen Kampf um den Meistertitel.
Nach nur einer Saison verließ Dilic im Sommer 2022 den Verein wieder und kehrte zu seinem Jugendverein zurück, neben ihm verließen auch Alexander Graf, Antun Manduric und Sebastian Schaufler den Verein. Bedingt durch die Abgänge wurden ein neuer Torwart sowie ein Stürmer und ein stabiles Mittelfeld benötigt, dafür wurden Kevin Aue, Nedim Becirovic, Lukas Fila, Marko Jovanovic und Christoph Weyermayr verpflichtet. Die Hinrunde beging zuerst schleppend, eine Niederlage gegen den Abstiegskandidaten Mannersdorf und ein Unentschieden gegen Retz brachte Unruhe in den Verein. Auf einen Sieg gegen Waidhofen/Thaya folgten erneut zwei Niederlagen, allerdings war man danach für 6 Wochen ungeschlagen; eine bittere 5:1-Niederlage gegen Haitzendorf stoppte die Serie. Nach dem Match im Kamptal waren die nächsten acht Spiele erneut ohne Niederlage. In der Wintervorbereitung verletzte sich während eines Testspiels der Kapitän Langenrohrs, Werner Würzler, schwer am Kreuzband und war für die Rückrunde nicht verfügbar. Im Frühjahr 2023 wurden die zum jeweiligen Zeitpunkt tabellenführenden Zwettl und Ardagger besiegt. Man kämpfte sich auf Position fünf vor und befand sich mit neun Punkten Rückstand nun unter den Meisterkandidaten, allerdings stoppte eine Niederlage gegen den Tabellenletzten Kilb den Vorwärtsmarsch Langenrohrs. Am Ende der Saison wurde der fünfte Platz mit zwölf Punkten Rückstand auf den Meister Ardagger erreicht, in der gesamten Rückrunde erzielte Langenrohr 21 Tore und erhielt nur neun Tore; fünf davon allein im letzten Saisonmatch gegen Absteiger Spratzern.
Nach 30-Jahre-Landesliga-Feier folgt schwierige Saison

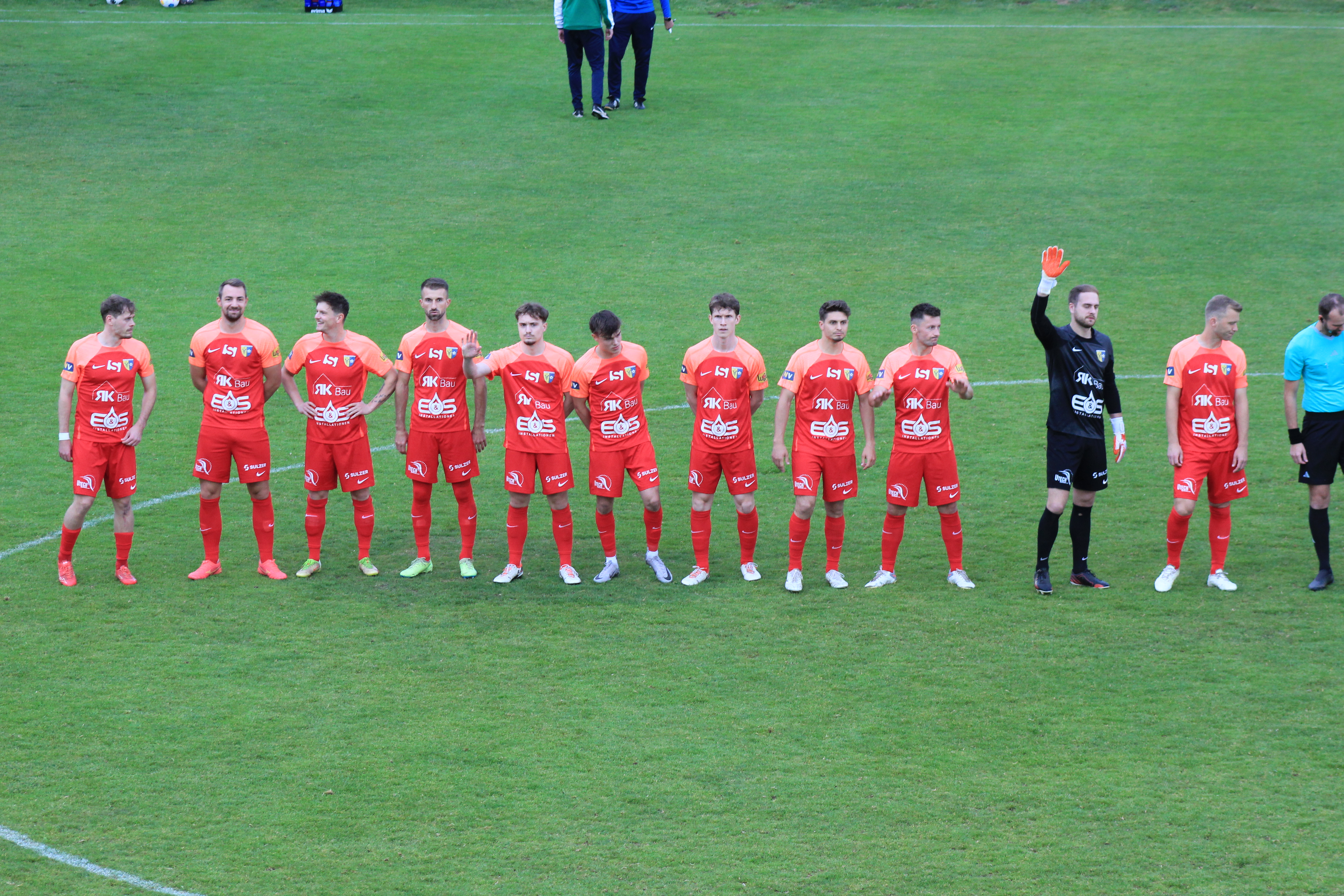
Die Startformation des SV Langenrohrs zum Match gegen SV Waidhofen/Thaya (2024)

Für die Saison 2023/24 wurde Langenrohr neben ASK Kottingbrunn als Kandidat für den Meistertitel gehandelt, dafür wurden die Akademiespieler Jan Felkl und Benjamin Noss sowie, nach einjähriger Abstinenz, Emir Dilic zurückgeholt; vom Ligakonkurrent Haitzendorf wurde nach langen Verhandlungen Stefan Nestler verpflichtet. Andreas Zottl, von 2011 weg durchgehend in der Kampfmannschaft Langenrohrs vertreten, verließ den Verein und schloss sich Sitzenberg/Reidling in der 2. Klasse Wachau/Donau an. Weiter nicht einsatzbereit war Werner Würzler, Lukas Marschall übernahm die Kapitänsfunktion. Die Meisterschaft 2023/24 begann katastrophal, drei Niederlagen mit einer Tordifferenz von einem Tor zu acht Gegentoren standen am Beginn zu Buche. Kapitale Eigenfehler bei der Verteidigung brachten Langenrohr um wichtige Punkte, doch das Auswärtsmatch gegen Haitzendorf in Runde fünf brachte einen Umbruch. Zwar lag Langenrohr zur Pause mit 1:0 zurück, doch in der zweiten Halbzeit wurde die Partie durch die Tore von Geppl und Dilic gedreht. In der folgenden Woche setzte es einen zweiten Sieg, dieses Mal gegen den Regionalliga-Absteiger und ehemaligen Profiverein Wiener Neustadt. Die nächsten Spiele brachten allerdings erneut kaum Punkte, besonders aus Langenrohrer Sicht ärgerlich war die 4:1-Niederlage gegen die zweite Mannschaft von SKN St. Pölten, da sieben Spieler der St. Pöltner Zweitliga-Mannschaft eingesetzt wurden. Langenrohr lag – trotz des überraschenden 4:2-Sieges am vorletzten Hinrunden-Spieltag über den Herbstmeister Korneuburg – zur Winterpause nun zusammen mit dem ebenfalls als Meisterkandidat gehandelten Kottingbrunn gefährlich Nahe an der Abstiegsgrenze. Weiters erwähnenswert während der ersten Saisonhälfte ist ein 26:2-Kantersieg der Reservemannschaft über die zweite Mannschaft von Kottingbrunn.
Für die zweite Saisonhälfte wurde eine erneute Verpflichtung von Marko Jovanovic – dieser wechselte im Sommer zurück in seine Heimat Serbien – angestrebt, allerdings war die Verpflichtung aufgrund von Visa-Problemen nicht möglich; als einzige Verstärkung wurde somit nur Simon Rousavy geholt. Mit Rückrundenbeginn blieben die Defensivfehler zunächst weiter bestehen, jedoch kämpfte Langenrohr trotz früher Gegentore – im Gegensatz zur Hinrunde – weiter und sicherte sich durch aggressives Pressing bis weit in die gegnerische Hälfte hinein häufig einen Ausgleich, wenn nicht sogar einen Sieg. Beim ersten Heimmatch gegen Ortmann erhielt Langenrohr gar nach acht Sekunden bereits das erste Gegentor, jedoch war das Spiel nach zehn Minuten wieder in ein 2:1 gedreht worden. Gegen Haitzendorf erhielt man ebenfalls vor der Halbzeitpause ein Gegentor, jedoch wurde das Match – trotz Unterzahl da Fabio Rumpler mit gelb-rot in der 53. Minute das Spielfeld verlassen musste – in ein 2:1-Heimsieg gedreht. Im Heimmatch gegen die SKN St. Pölten Juniors lag man nach einer halben Stunde mit 2:0 zurück, doch durch ein Tor von Emir Dilic in der fünften Minute der Nachspielzeit wurde erneut ein Match in ein Unentschieden gedreht. Im Verlauf der Rückrunde kristallisierte sich heraus, dass es drei Absteiger aus der Landesliga Niederösterreich geben wird da in der Regionalliga Ost Ardagger auf einem Abstiegsplatz befindet und aus der 2. Landesliga Ost zwei Vereine aufsteigen dürfen sofern die zweite Mannschaft der Admira Wacker Mödling Meister werden würde; diese führten die Tabelle an. Mitte Mai erfolgte ein erstes Entscheidungsspiel im Abstiegskampf, der direkte Tabellennachbar Rohrbach/Gölsen lag nur einen Punkt vor Langenrohr und Langenrohr selbst drei Punkte vor dem Abstiegsplatz. Das Match war geprägt von vielen Torchancen, bereits in Minute acht ging Rohrbach mit einem Tor durch David Sauer in Führung. Langenrohr kämpfte sich zurück und drehte noch vor der Halbzeitpause das Spiel; nach einer Zitterpartie erzielte in der 91. Minute Alexander Kleczkowski das Tor zum 3:1-Auswärtssieg. Dieser Sieg brachte Langenrohr sechs Punkte von der Abstiegszone weg. Während des Spiels gab auch der frühere Kapitän Langenrohrs, Werner Würzler, nach knapp einem Jahr und drei Monaten Verletzungspause seine Rückkehr als Feldspieler.

## ÖFB-Cup-Teilnahmen
Langenrohr nahm mehrfach am ÖFB-Cup teil. In den Saisonen 1994/95, 1996/97, 1997/98, 2001/02, 2001/02, 2002/03 und 2005/06 scheiterte man erst in der zweiten Runde (2005 mit einer 4:5-Niederlage knapp am SK Sturm Graz).

## Sportliche Leitung
Stand: 13. Mai 2024
| Funktion                  | Name           | Tätigkeit seit |  |
| ------------------------- | -------------- | -------------- |  |
| Obfrau                    | Julia Kreitzer | 06/2015        |  |
| Sportlicher Leiter        | Anton Resch    | 07/2020        |  |
| Sportlicher Leiter Jugend | Rene Schilcher | 10/2021        |  |

## Erste Mannschaft

### Trainerstab
Stand: 13. Mai 2024
| Funktion       | Name              | Geburtsdatum | Nationalität | beim Verein seit | letzter Verein |
| -------------- | ----------------- | ------------ | ------------ | ---------------- | -------------- |
| Trainer        | August Baumühlner | 18.01.1967   | Osterreich   | 07/2010          | Kremser SC     |
| Co-Trainer     | Roman Kellner     | 18.12.1972   | Osterreich   | 07/2018          | FC Tulln       |
| Tormanntrainer | Josef Baumühlner  | 12.03.1985   | Osterreich   | 07/2020          | SV Zwentendorf |

### Aktueller Kader
Stand: 13. Mai 2024
| Rücken- nummer | Name                  | Geburtsdatum | Nationalität | beim Verein seit | letzter Verein                   |
| Tor            | Tor                   | Tor          | Tor          | Tor              | Tor                              |
| -------------- | --------------------- | ------------ | ------------ | ---------------- | -------------------------------- |
| 01             | Lukas Fila            | 04.06.1998   | Osterreich   | 07/2022          | SC Wiener Viktoria               |
| 21             | David Sulzer          | 23.09.2002   | Osterreich   | 07/2020          | Reserve                          |
| 25             | Dominik Sulzer        | 02.03.2005   | Osterreich   | 07/2021          | Reserve                          |
| Verteidigung   |                       |              |              |                  |                                  |
| 04             | Christian Hayden      | 26.03.1994   | Osterreich   | 07/2021          | Wiener Sport-Club                |
| 06             | Philipp Eichinger     | 22.10.2006   | Osterreich   | 07/2023          | Reserve                          |
| 08             | Lukas Marschall       | 02.03.1990   | Osterreich   | 01/2019          | Kremser SC                       |
| 12             | Martin Kreitzer       | 14.01.2001   | Osterreich   | 01/2022          | Reserve                          |
| 13             | Fabian Steininger     | 30.04.2002   | Osterreich   | 01/2023          | ASK-BSC Bruck/Leitha             |
| 17             | Markus Geppl          | 26.01.1993   | Osterreich   | 07/2020          | Kremser SC                       |
| 18             | Roman Cerinski        | 26.03.2000   | Osterreich   | 01/2024          | Reserve                          |
| 19             | Werner Würzler        | 05.03.1990   | Osterreich   | 07/2012          | SC Columbia Floridsdorf          |
| Mittelfeld     |                       |              |              |                  |                                  |
| 02             | Valentin Lamprecht    | 13.05.2001   | Osterreich   | 07/2021          | SKN St. Pölten Juniors           |
| 03             | Milenko Pajkanovic    | 02.11.2000   | Osterreich   | 01/2022          | Reserve                          |
| 05             | Benjamin Noss         | 12.05.2005   | Osterreich   | 07/2023          | Junge Wikinger Ried              |
| 07             | Philip Jung           | 21.10.2003   | Osterreich   | 07/2021          | FC Tulln                         |
| 11             | Alexander Kleczkowski | 06.03.1996   | Osterreich   | 07/2020          | University of Tennessee Southern |
| 14             | Jan Felkl             | 14.01.2005   | Osterreich   | 07/2023          | AKA St. Pölten U18               |
| 15             | Fabio Rumpler         | 12.07.1995   | Osterreich   | 07/2019          | FC Rohrendorf                    |
| 18             | Simon Rousavy         | 28.01.2002   | Osterreich   | 01/2024          | USC Muckendorf/Zeiselmauer       |
| 20             | Kevin Aue             | 04.02.1996   | Osterreich   | 07/2022          | SV Leobendorf                    |
| Sturm          |                       |              |              |                  |                                  |
| 09             | Emir Dilic            | 10.07.1991   | Osterreich   | 07/2023          | FC Mistelbach                    |
| 10             | Stefan Nestler        | 30.03.1995   | Osterreich   | 07/2023          | SV Haitzendorf                   |

### Transfers
Stand: 8. Juli 2024
| Zugänge: | Abgänge: |
| Sommer 2023 | Sommer 2023 |
| --- | --- |
| - Roman Cerinski (Reserve) - Emir Dilic (FC Mistelbach) - Philipp Eichinger (Reserve) - Jan Felkl (AKA St. Pölten U18) - Stefan Nestler (SV Haitzendorf) - Benjamin Noss (Junge Wikinger Ried)                                                                               | - Adrien Dauce (ASK Kottingbrunn) - Marko Jovanovic (FK Morava Cuprija) - Christoph Weyermayr (USC Rohrbach/Gölsen) - Andreas Zottl (SC Sitzenberg/Reidling)                             |
| Winter 2023/24 | |
| - Simon Rousavy (USC Muckendorf/Zeiselmauer) | |
| Sommer 2024 | |
| - Anis Balti (1. FC Bisamberg) - Tobias Eggenfellner (SV Haitzendorf) - Matthäus Maierhofer (SV Horn) - Alexander Murauer (AKA St. Pölten U18) - Viktor Okolo (SV Gloggnitz) - Bojan Plisnic (SV Horn) - Peter Trimmel (SC-ESV Parndorf 1919) - Daniel Zottl (FC Rohrendorf) | - Emir Dilic (SK Ernstbrunn) - Jan Felkl (SC Lassee) - Markus Geppl (SC Getzersdorf) - Christian Hayden (SV Maria Anzbach) - Philip Jung (pausiert) - Lukas Marschall (SV Viktoria Rust) |

## Spieler und Trainer

### Bekannte Spieler und Trainer
| - Günther Arnberger - Magdalena Bachler - Anis Balti - August Baumühlner - Christian Bauer - Walter Beutl - Markus Buchinger - Patrick Bruche - Iulian Budur - Nina Burger - Dimitri Chryssajis - Klaus Dietrich - Emir Dilic - Martin Eberhardt - Jan Felkl - Lukas Fila - Herbert Gartner - Rainer Ginsthofer - Rudolf Ginsthofer - Johann Girschik | - Michael Gleixner - Thomas Griessler - Robert Gruberbauer - Karl-Heinz Gschwindl - Christian Hayden - Attila Hidvégi - Martin Hohenecker - Gernot Holcmann - Markus Hutterstrasser - Vait Ismaili - Nikola Ivic - Lukas Jacko - Roman Koch - Philipp Koglbauer - Mario Kozuborski - Bernhard Kotynski - Ivo Králík - Gerhard Kratky - Peter Lackner - Valentin Lamprecht | - Slaven Lalic - Thomas Luttenberger - Stefan Maierhofer - Franz Maresch - Petr Melcher - Djuro Mihaljica - Thomas Mundsperger - Alexander Murauer - Johannes Neumayer - Ehinabo Omoighe - Vlastimil Opálek - Alexander Pfaffl - Duško Petković - Volker Piesczek - Gerhard Pinisch - Wolfgang Prochaska - Roland Proschinger - Nino Rauch - Christian Reisinger - Anton Resch | - Günther Rohsmann - Johann Sauer - Wolfgang Schatz - Klaus Schlosser - Eric Schmutzer - Michael Schütz - Mario Sehrengel - Fabian Steininger - Marek Střeštík - Thomas Siebenhandl - Johannes Spilka - Henryk Szymanowski - Michael van Muysen - Julian Velisek - Roman Wachełko - Manfred Wachter - Paul Weissensteiner - Christoph Weyermayr - Christoph Wieser - Phillip Wihro | - Gabriel Zirngast - Goran Zvijerac |

### Trainerhistorie
Stand: 13. Mai 2024
| - ??.??.1968–??.??.1969 Herbert Gartner - ??.??.1969–30.06.1969 ? Schram - 01.07.1969–31.12.1975 Gerhard Pinisch - 01.01.1976–??.??.1976 ? Michaylov - ??.??.1976–30.06.1976 Alfons Lücke - 01.07.1976–??.??.19?? Alfons Lücke, Franz Schinko - 11.07.1991–30.06.1992 Johann Haller - 01.07.1992–07.02.1994 Gerhard Kratky - 08.02.1994–31.12.1994 Ernst Leitner - 01.01.1995–23.09.1995 Gerhard Mayer - 24.09.1995–11.10.1997 Gerald Sehrengel - 11.10.1997–31.12.1998 August Baumühlner | - 01.01.1999–31.12.1999 Johannes Neumayer - 01.01.2000–30.06.2000 Franz Muck - 01.07.2000–30.06.2001 Walter Weidlinger - 01.07.2001–31.12.2001 Ernst Leitner, August Baumühlner - 01.01.2002–30.06.2004 August Baumühlner - 01.07.2004–11.11.2007 Peter Lackner - 12.11.2007–06.01.2008 Josef Dillinger, Martin Brozka - 07.01.2008–03.09.2008 Josef Schuster - 04.09.2008–30.06.2009 Johannes Neumayer - 01.07.2009–26.05.2010 Manfred Wachter - 27.05.2010–30.06.2010 Christian Kreitzer, Anton Resch - seit 01.07.2010: August Baumühlner |

### Titel und Erfolge

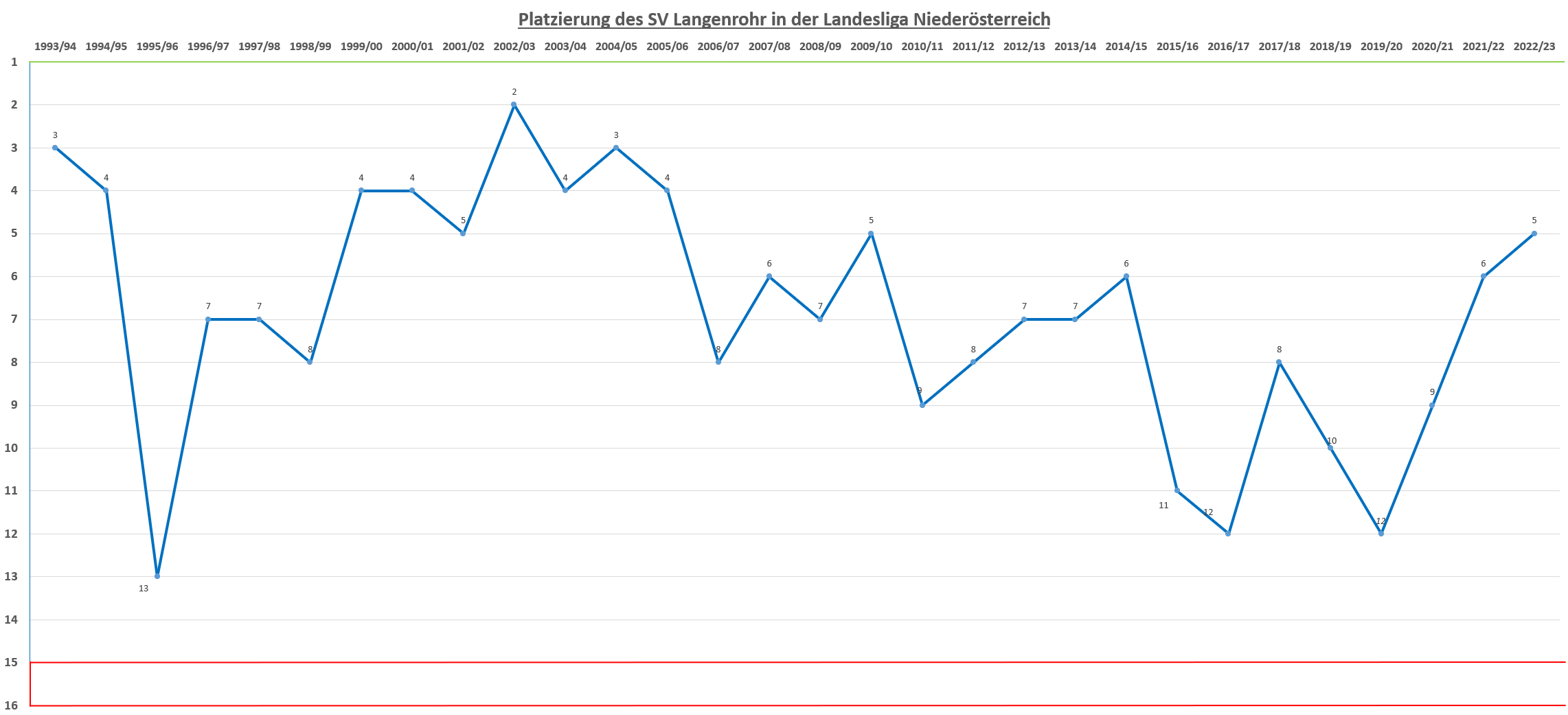
Tabellenplatzhistorie des SV Langenrohrs in der Landesliga Niederösterreich (1993–2020)

In der Tabelle der Landesliga Niederösterreich ab der Saison 1990/91 belegt Langenrohr unumstritten den ersten Platz mit 856 absolvierten Spielen; darauf entfallen 344 Siege, 230 Unentschieden, 282 Niederlagen, was 1237 Punkte ergibt. In all den Spielen wurden insgesamt 1354 Tore geschossen und man erhielt 1224 Gegentore. 

### Titel
- 1 × Meister Oberliga West: 1985/86
- 2 × Meister Unterliga: 1975/76 und 1983/84
- 1 × Meister 1. Klasse Nordwest-Mitte: 1968/69
- 1 × Meister 2. Klasse Tullnerfeld: 1964/65
- 1 × Spitt-Cup-Sieger: 1961

### Erfolge
- Aufstieg in Landesliga Niederösterreich: 1993
- Aufstieg in 2. Landesliga West: 1986
- Aufstieg in Oberliga West: 1984
- Abstieg in Unterliga: 1979
- Aufstieg in Oberliga West: 1976
- Aufstieg in Unterliga: 1969
- Aufstieg in 1. Klasse Nordwest-Mitte: 1965
- Aufnahme in 2. Klasse Tullnerfeld: 1948

## Frauenfußball

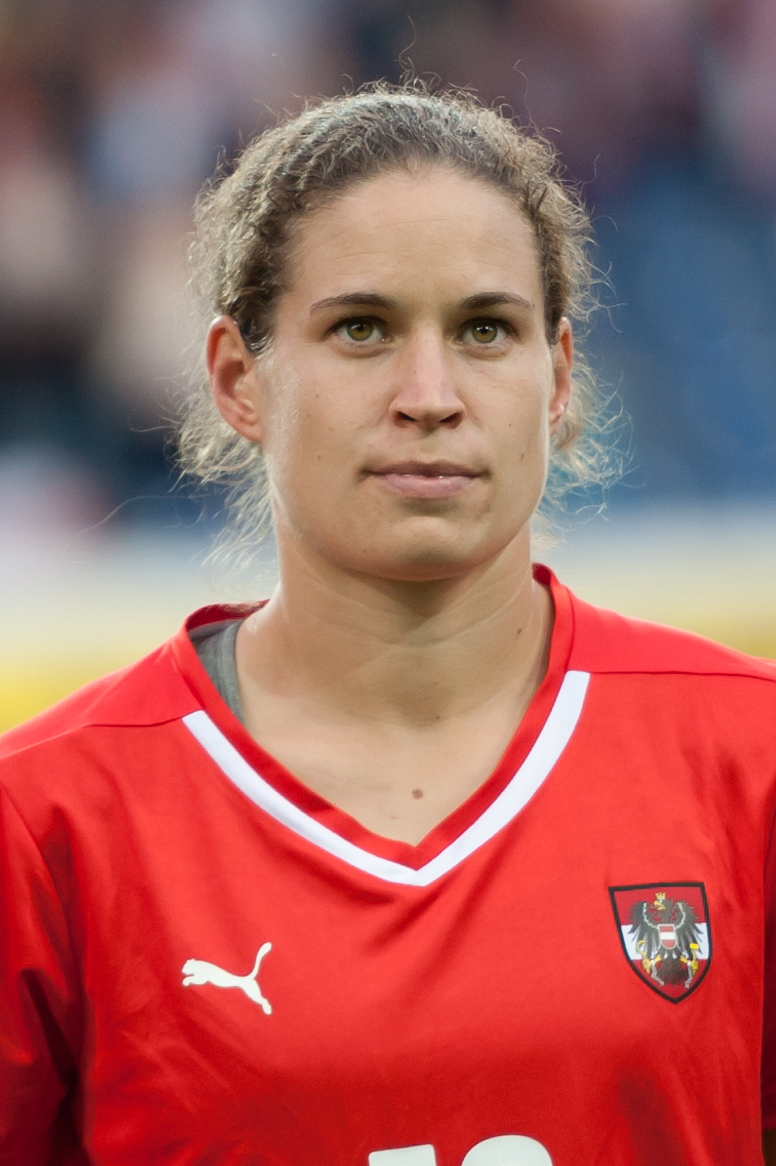
Nina Burger, bekannteste Spielerin der SV Langenrohr-Damen, im Dress der österreichischen Fußballnationalmannschaft der Frauen

Die Frauenmannschaft der Langenrohrer wurde 1996 gegründet, sie war die erste Damen-Fußballmannschaft im Bezirk Tulln. Sie spielten bis 2003 in der niederösterreichischen Frauen-Landesliga, in dieser Saison feierte man den Meistertitel und stieg in die zweite Leistungsstufe auf – eine zu dem Zeitpunkt viergleisig geführte Liga, wo die Vereine je nach ihrem Standort eingeteilt wurden um Kosten für unter anderem die Anreise zu verringern. In der ersten Saison belegte die Mannschaft den dritten Platz und lag nur sechs Punkte hinter dem Meister ASK Erlaa. In der zweiten Saison wiederholten sie das exakte Ergebnis erneut, diesmal wurde allerdings der SV Gloggnitz mit sechs Punkten Vorsprung Meister. Nach dieser Saison verließ nach vier Jahren im Tullnerfeld Nina Burger, spätere Rekord-Fußballnationalspielerin von Österreich mit 109 Länderspielen und 53 erzielten Toren, den SV Langenrohr und wechselte zum Frauen-Bundesligisten SV Neulengbach. Dort wird sie neunfache Frauen-Bundesliga-Meisterin und siebenfache ÖFB-Ladies-Cup-Gewinnerin werden. In den folgenden drei Jahren platzierten sich die Langenrohrerinnen stets in der oberen Tabellenhälfte bis 2009, als man um vier Punkte den Abstieg verhindern konnte. 2010 konnten sich die Langenrohrerinnen nicht mehr in der Liga halten, man stieg als Drittletzter und sieben Punkten Rückstand auf den rettenden neunten Platz nach sieben Jahren zweite Liga wieder in die drittklassige Niederösterreichische-Frauenliga ab. 2018 feierte der Verein erneut den Meistertitel in der mittlerweile in AKNÖ-Frauen Landesliga umbenannten Liga und traf in der Relegation auf die Frauenmannschaft der First Vienna FC. Das Hinspiel fand vor knapp 400 Zuschauer im Nachwuchszentrum der First Vienna im 20. Wiener Gemeindebezirk statt und endete mit 3:1 zugunsten der Wienerinnen. Ursprünglich ging Langenrohr in der vierten Minute durch Katrin Ginsthofer in Führung, kassierte aber in Minute 52 einen Elfmeter und knapp vor Spielende zwei weitere späte Gegentore. Das Rückspiel fand eine Woche später in Langenrohr statt, wo die Frauen der First Vienna zügig in Führung gingen und am Ende mit 3:0 gewannen. Die Langenrohrerinnen verloren so mit einem Gesamtergebnis von 6:1 und blieb dadurch in der Frauen-Landesliga.
Im Sommer 2020, nach der abgebrochenen Amateurfußballsaison, zog sich die Frauenmannschaft durch die COVID-19-Pandemie aus der Frauen-Landesliga in die Gebietsliga Nordwest-Weinviertel zurück um so eine Auflösung der Frauensektion zu vermeiden. Als Trainerin fungierte daraufhin die ehemalige ÖFB-Frauen-Bundesliga-Spielerin Magdalena Bachler, weitere Spielerinnen waren unter anderem die Zwillinge vom SV-Würmla-Urgestein Joachim Hirzi, Jana und Kiara Hirzi. Nach der Saison 2021/22 löste sich die Damenmannschaft auf.

## Sportplatz

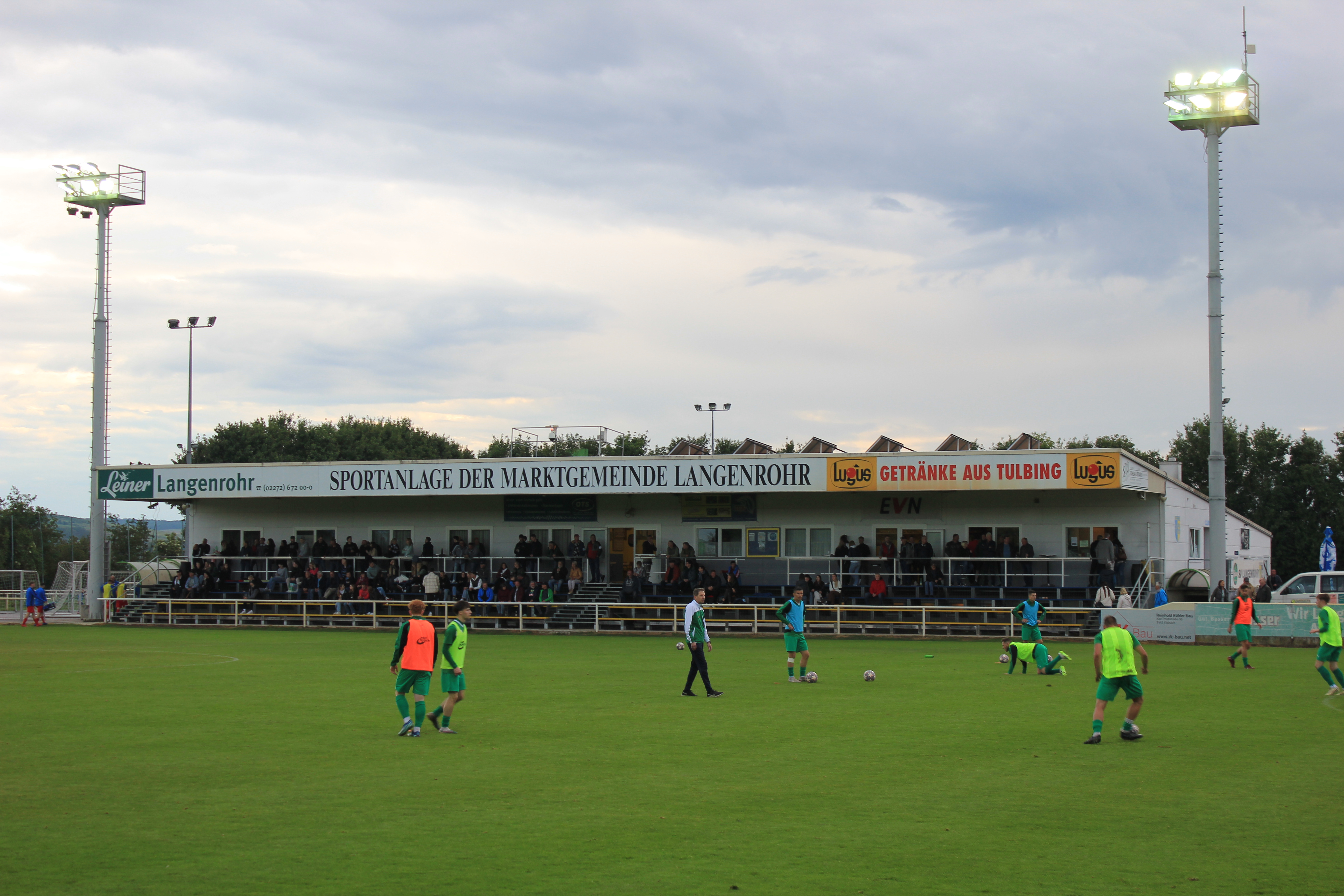
Der Sportplatz Langenrohr (2024)

Am 4. Juli 1998 wurde eine neue Sportanlage eröffnet, die heute noch als Stadion dient. Die Anlage erhielt im Mai 2002 eine Flutlichtanlage am Hauptspielfeld.

## Wappenhistorie

1947–1978
1978–1988
1988–1998